# Lawrence Low
Lawrence Edgar "Larry" Low (22 de agosto de 1920 — 1 de julho de 1996) é um velejador estadunidense, campeão olímpico.

## Carreira
Low consagrou-se campeão olímpico ao vencer a série de regatas da classe Star nos Jogos Olímpicos de Verão de 1956 em Melbourne ao lado de Herbert Williams como tripulantes do Kathleen.